# Guembelia
Guembelia là một chi rêu trong họ Grimmiaceae.